# Szczytniki (Stopnica)
Pour les articles homonymes, voir Szczytniki.
Szczytniki est une localité polonaise de la gmina de Stopnica, située dans le powiat de Busko en voïvodie de Sainte-Croix.